# AP Dhillon
AP Dhillon, pseudonimo di Amritpal Singh Dhillon (in hindī अमृतपाल सिंह ढिल्लों; in punjabi ਅਮ੍ਰਿਤਪਾਲ ਸਿੰਘ ਢਿੱਲੋਂ; Gurdaspur, 10 gennaio 1983), è un rapper e cantante indiano con cittadinanza canadese.

## Biografia
Nato in una famiglia aderente al sikhismo, si è fatto conoscere col successo Brown Munde (2020), numero uno sia nella Official Asian Music Chart che nella Official Punjabi Music Chart della Official Charts Company. È poi seguito l'album in studio collaborativo Not by Chance, inciso assieme a Gurinder Gill e Money Musik, progetto con cui ha ottenuto il suo primo ingresso nella Canadian Albums.
Anche Excuses (2020) ha trovato successo, risultando anch'esso il brano punjabi più consumato nel territorio britannico; lo stesso ha segnato la sua prima top five nella India Songs di Billboard nel febbraio 2022. Nella seconda metà dell'anno è uscito l'EP Two Hearts Never Break the Same, entrato al 53º posto della classifica LP canadese.
Nel marzo 2023 è stato il primo artista punjabi a esibirsi sul palco del Juno Award; nell'occasione, ha interpretato il successo Summer High, fermatosi al 13º posto della hit parade indiana di Billboard, primo ingresso nella Canadian Hot 100 e numero uno nella Official Punjabi Music Chart per due mesi.
Il 30 agosto 2024 è stato diffuso tramite la Republic il suo primo disco di inediti da solista, intitolato The Brownprint; esso ha segnato il suo miglior posizionamento nella Canadian Albums (26º posto), è stato promosso da una tournée musicale con tappe sia in India che in Australia ed è stato riconosciuto col Juno Award alla miglior registrazione asiatica meridionale. La Music Canada gli ha assegnato due dischi d'oro e uno di platino, equivalenti a 160 000 unità vendute.
Nel febbraio 2025 Afsos, un duetto con Anuv Jain, è stato il suo primo singolo a entrare la top 10 della graduatoria emiratina.

## Discografia

### Album in studio
- 2020 – Not by Chance (con Gurinder Gill e Money Musik)
- 2024 – The Brownprint

### EP
- 2021 – Hidden Gems
- 2022 – Two Hearts Never Break the Same

### Singoli
- 2019 – Fake
- 2019 – Faraar (con Shinda Kahlon e Gurinder Gill)
- 2019 – Top Boy
- 2020 – Arrogant (con Shinda Kahlon)
- 2020 – Feels (con Gurinder Gill)
- 2020 – Most Wanted (con Gurinder Gill)
- 2020 – Deadly
- 2020 – Kirsaan (con Gurinder Gill)
- 2020 – Droptop (con Gurinder Gill)
- 2020 – Majhail (con Gurinder Gill)
- 2020 – Excuses (con Intense e Gurinder Gill)
- 2020 – Free Smoke (con Gurinder Gill)
- 2020 – Hustlin' (con Gminxr e A4)
- 2020 – Brown Munde (con Gminxr, Gurinder Gill e Shinda Kahlon)
- 2020 – Toxic (con Intense)
- 2020 – Foreigns (con Money Musik e Gurinder Gill)
- 2020 – Saada pyaar (con Gurinder Gill e Money Musik)
- 2021 – Insane (con Shinda Kahlon, Gurinder Gill e Gminxr)
- 2021 – Ma belle (con Amari)
- 2022 – Summer High
- 2023 – True Stories (con Shinda Kahlon)
- 2023 – Sleepless
- 2023 – With You
- 2023 – First of a Kind
- 2024 – Real Talk (con Shinda Kahlon)
- 2024 – Problems over Peace (con Stormzy)
- 2024 – Old Money
- 2025 – Afsos (con Anuv Jain)
- 2025 – Never Let You Go (con Steel Banglez e Omah Lay)

## Tournée
- 2024 – The Brownprint Tour